# Cristo in pietà (Filippo Lippi Firenze)
Il Cristo in pietà è un'opera di Filippo Lippi, tempera su tavola (22x15 cm), conservata nel Museo Horne a Firenze e databile al 1435-1440 circa.

## Storia
L'opera, una pace, si trova menzionata alla fine del XIX secolo come autografa di Masaccio. Fu acquistata all'inizio del Novecento da Herbert Horne e poco dopo Pietro Toesca per primo vi riconobbe la mano del Lippi, in un'attribuzione inedita del 1921, ripresa da Gamba nel 1961. Fu confermata anche durante la mostra Lorenzo il Magnifico e le Arti (Collobi-Ragghianti, 1949) e infine nel catalogo della mostra L'età di Masaccio (Firenze, 1990). La datazione ha sempre rappresentato un difficile problema: alcuni riferiscono l'opera a una fase giovanile, ancora influenzata da Masaccio, altri agli anni 1435-1440, in base alla ricercatezza di alcuni particolari come la descrizione del sarcofago e il trattamento della capigliatura di Cristo.

## Descrizione e stile
L'iconografia del Cristo è tradizionale, raffigurato mentre si leva dal sepolcro con le braccia aperte a compasso e mostra i segni della Passione. Le notazioni naturalistiche del corpo rivelano la mano di un maestro, così come il forte chiaroscuro che modella la muscolatura.
Lo sfondo è scuro, con la croce alle spalle di Cristo.